# Nemcia
Genre
Synonymes
- Burgesia F. Muell.[2]
- Cupulanthus Hutch.[2]
- Gastrolobium R. Br. (préféré par BioLib)[2]
- Jansonia Kippist[2]

Nemcia est un genre de plantes à fleurs dicotylédones de la famille des Fabaceae, sous-famille des Faboideae, originaire d'Australie, qui compte 28 espèces acceptées.

## Liste d'espèces
Selon The Plant List (4 octobre 2018) :
- Nemcia acuta (Benth.) Domin
- Nemcia axillaris (Meissner) Crisp
- Nemcia brownii (Meissner) Crisp
- Nemcia capitata (Benth.) Domin
- Nemcia carinata Crisp
- Nemcia coriacea (Sm.) Domin
- Nemcia crenulata (Turcz.) Crisp
- Nemcia dilatata (Benth.) Crisp
- Nemcia emarginata (S.Moore) Crisp
- Nemcia epacridoides (Meissner) Crisp
- Nemcia hookeri (Meissner) Crisp
- Nemcia ilicifolia (Meissner) Crisp
- Nemcia leakeana (J.Drumm.) Crisp
- Nemcia lehmannii (Meissner) Crisp
- Nemcia obovata (Benth.) Crisp
- Nemcia pauciflora (C.A.Gardner) Crisp
- Nemcia plicata (Turcz.) Crisp
- Nemcia pulchella Turcz.
- Nemcia punctata (Turcz.) Crisp
- Nemcia pyramidalis (T.Moore) Crisp
- Nemcia reticulata (Meissner) Domin
- Nemcia retusa (Lindl.) Domin
- Nemcia rubra Crisp
- Nemcia spathulata (Benth.) Crisp
- Nemcia stipularis (Meissner) Crisp
- Nemcia tricuspidata (Meissner) Crisp
- Nemcia truncata (Benth.) Crisp
- Nemcia vestita Domin